# Plac Mieroszewskich w Mysłowicach
Plac Mieroszewskich w Mysłowicach – plac w Mysłowicach, położony w północnej części miasta, na terenie dzielnicy Stare Miasto. 
Stanowi on część zabytkowego założenia urbanistycznego miasta Mysłowice, a został on ukształtowany w latach międzywojennych. Znajduje się przy nim kilka kamienic mieszczańskich oraz budynek dawnej synagogi. Nazwa placu upamiętnia ród Mieroszewskich. 

## Charakterystyka

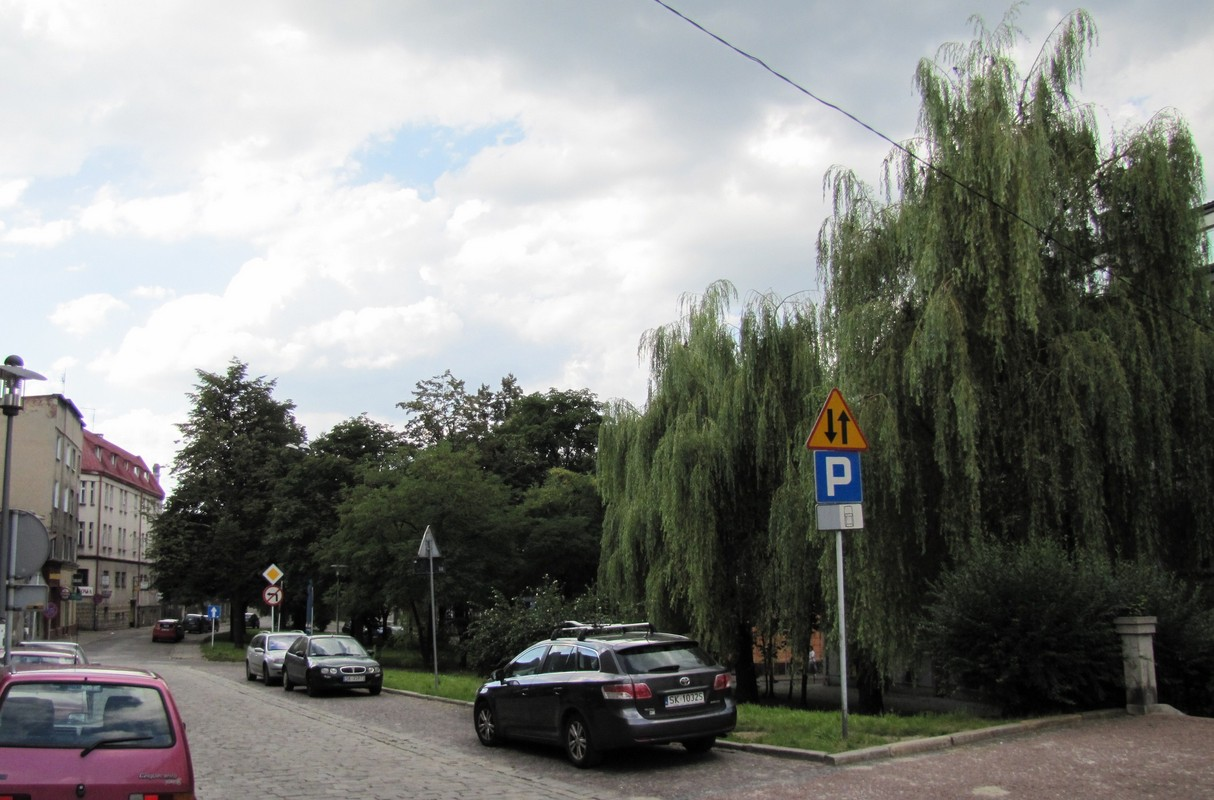
Fragment placu Mieroszewskich od strony mysłowickiego Rynku (2010)

Plac Mieroszewskich położony jest na obszarze mysłowickiej dzielnicy Stare Miasto. Rozciąga się on od ulicy Bytomskiej po stronie północno-zachodniej po Rynek po stronie południowo-wschodniej. Od strony północno-wschodniej dochodzą do niego kolejno ulice: Wierzbowa, Piastowska i H. Kołłątaja, a od strony południowo-zachodniej ulica Przemszy i ponownie ulica H. Kołłątaja.
Plac Mieroszewskich to droga gminna nr 240007S o klasie drogi lokalnej (L). W systemie TERYT plac widnieje pod numerem 52077, a kod pocztowy dla adresów przy nim to 41-400.
Plac Mieroszewskich jest częścią mysłowickiego Starego Miasta, w której dominują mieszczańskie kamienice i wille z przełomu XIX i XX wieku, reprezentujące różne style architektoniczne – przeważnie eklektyzm. Plac ten wraz z jej zabudową po północno-wschodniej stronie jest częścią zabytkowego układu urbanistycznego miasta Mysłowice, wpisanego do rejestru zabytków nieruchomych pod nr. A/1183/72.
Wzdłuż placu Mieroszewskich biegnie czerwony szlak turystyczny – Szlak im. Mariana Kantora-Mirskiego.

## Historia

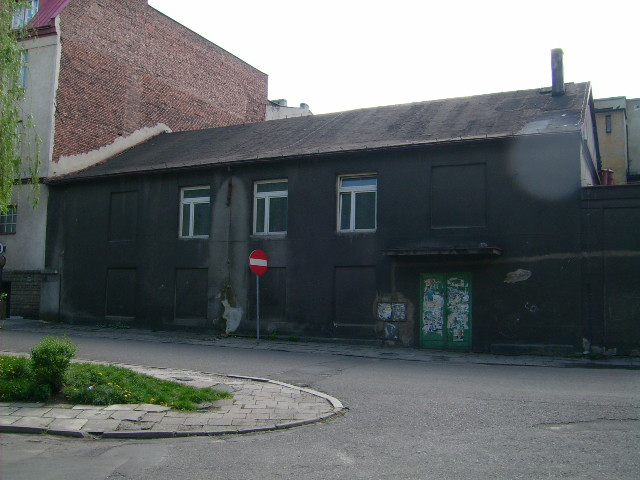
Budynek dawnej synagogi przy placu Mieroszewskich 1

Plac Mieroszewskich znajduje się na obszarze założenia urbanistycznego mysłowickiego Starego Miasta, które zaczęło się kształtować od przełomu XIII i XIV wieku. Duże znaczenie dla rozwoju miasta miało powstanie w latach 40. XIX wieku linii kolejowej, a okres świetlności rozwoju Mysłowic przypadł na drugą połowę XIX wieku i początki XX wieku. Zmieniała się wówczas zabudowa m.in. wzdłuż ulic wokół mysłowickiego Rynku.
Na początku XIX wieku nastąpił znaczny napływ Żydów w Mysłowic, co zdecydowało o powstaniu bożnicy przy późniejszym placu Mieroszewskich, którą wybudowano w 1826 roku.
Pod koniec XIX wieku z północno-zachodniego narożnika Rynku dzięki wyburzeniu zabudowy narożnej parceli poprowadzono ulicę biegnącą dalej do ulicy Bytomskiej. Była to Synagogenstrasse, która przed 1914 rokiem przechodziła przez Blücherplatz (do niej dochodziły późniejsze ulice Piastowska i Wierzbowa) do Beuthenerstrasse (późniejsza ulica Bytomska). Przy ówczesnej Synagogenstrasse 6 funkcjonował hotel dla czeladników Berty Zorawik.
Plac Mieroszewskich we współczesnym kształcie ukształtował się dopiero w latach międzywojennych. W tym czasie zostały wyburzone znajdujące centralnej części placu chaty. W 1927 roku parafia Krzyża Świętego odkupiła budynek dawnej synagogi od firmy meblowej „Robak” i przekształciła go w Katolicki Dom Ludowy.
5 maja 1972 roku plac Mieroszewskich jako część zabytkowego układu urbanistycznego miasta Mysłowice został wpisany do rejestru zabytków nieruchomych województwa katowickiego. Przed 1989 roku plac nosił nazwy: ulica Parkowa, plac Wyzwolenia i plac 22 Lipca, a po 1989 roku został on przemianowany na plac Mieroszewskich, upamiętniając w ten sposób polski ród szlachecki.
W 2013 roku na placu Mieroszewskich dominowały opuszczone kamienice oraz zamknięte lokale usługowe. W tym czasie funkcjonowało sześć działalności gospodarczych, a budynki pod nr. 2 i 4 były pustostanami. W 2015 roku wyremontowano nawierzchnię placu.

## Obiekty zabytkowe i miejsca pamięci

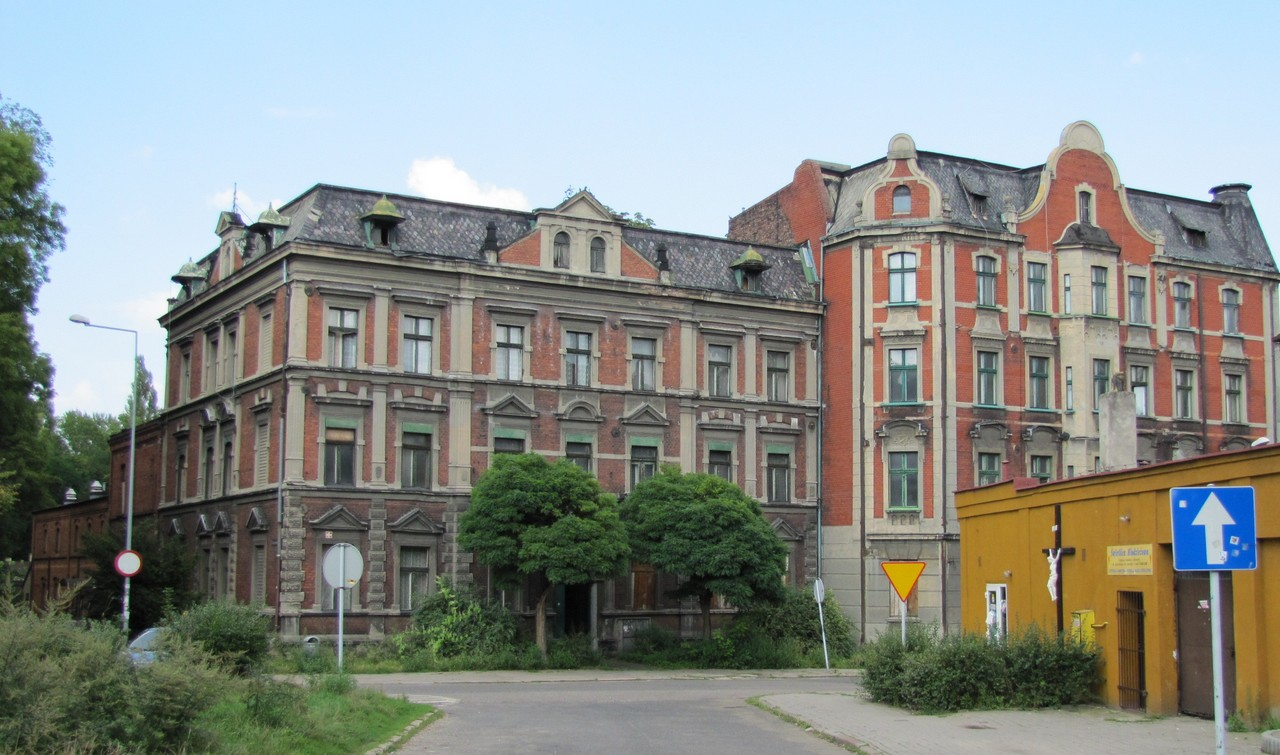
Kamienice pod nr. 2 i 4 (2010)

- Bożnica (pl. Mieroszewskich 1) – z 1826 roku; z zachowanym zasadniczo pierwotnym kształtem architektonicznym[13]; jest to obiekt murowany, wybudowany na planie prostokąta[24],
- Kamienica (pl. Mieroszewskich 2) – z przełomu XIX i XX wieku[17]; czterokondygnacyjna[22]; jest to obiekt murowany z czerwonej cegły, posiadający liczne detale w tynku i piaskowcu[17],
- Kamienica (pl. Mieroszewskich 4) – z 1896 roku; pięciokondygnacyjna[22]; jest to obiekt murowany z czerwonej cegły, posiadający liczne detale w tynku i piaskowcu[17],
- Kamienica (pl. Mieroszewskich 6) – budynek mieszkalno-usługowy; czterokondygnacyjny[22],
- Kamienica (pl. Mieroszewskich 8) – budynek mieszkalny; czterokondygnacyjny[22].

## Gospodarka i instytucje
Według stanu z początku 2024 roku przy placu Mieroszewskich znajdowało się 10 podmiotów gospodarczych zarejestrowanych w systemie REGON, w tym m.in. gabinety lekarskie.
Wierni rzymskokatoliccy mieszkający przy placu Mieroszewskich przynależą do parafii Krzyża Świętego.